# Josef Anton Fässler (Politiker, 1796)
Josef Anton Fässler (* 23. April 1796 in Appenzell; † 8. November 1875 ebenda) war ein Schweizer katholisch-konservativer Politiker und Arzt. Er vertrat den Kanton Appenzell Innerrhoden sowohl im Ständerat als auch im Nationalrat.

## Biografie
Sein gleichnamiger Vater war Landeshauptmann und Tagsatzungsabgeordneter, seine Mutter hiess Maria Antonia. Fässler besuchte die Schulen in Rheinau und Luzern, danach das Gymnasium in Fribourg. Er absolvierte ein Medizinstudium an den Universitäten Freiburg im Breisgau, München und Würzburg. Beruflich war er als Arzt tätig. 1819 heiratete er Franziska Bischofberger, die Tochter von Landammann Karl Franz Joseph Anton Bischofberger.
Von 1831 bis 1841 amtierte Fässler als Landesfähnrich des Kantons Appenzell Innerrhoden, danach bis 1853 im Turnus als regierender Landammann und Bannerherr. Im Zeitraum von 1840 bis 1847 nahm er an elf Tagsatzungen teil und sprach sich als katholisch-konservativer Politiker gegen die umstrittenen Klösteraufhebungen im Aargau aus. Als sich der Konflikt mit den Radikalliberalen schliesslich 1847 im Sonderbundskrieg entlud, setzte er durch, dass Innerrhoden aufgrund der strategischen Lage neutral blieb. Von 1848 bis 1850 vertrat Fässler seinen Kanton im Ständerat, von 1857 bis 1860 im Nationalrat.